# Katharina Reiß
Katharina Reiß (Reiss), nemška prevajalka, prevodoslovka in tolmačeslovka, * 17. april 1923, Rheinhausen, Weimarska republika, † 16. april 2018, München.

## Življenje in delo
Katharina Reiß je med letoma 1944 in 1970 poučevala na Inštitutu za tolmačenje na Univerzi v Heidelbergu. Leta 1965 je postala vodja Španskega oddelka Inštituta za prevajanje in prevzela vlogo akademske svetnice. Leta 1970 je postala zgornja svetnica in kasneje akademska direktorica na Romanskem seminarju Univerze v Würzburgu. Doktorat na temo Raziskave operativnega besedilnega tipa je prejela na Univerzi v Mainzu. Eno leto pozneje je predavala na Inštitutu za tolmačenje v Germersheimu. Kot gostujoča predavateljica je med letoma 1994 in 1995 predavala na Inštitutu za prevajanje in tolmačenje na Dunaju.

## Pomen
Katharina Reiß je pomembna predstavnica sodobnega prevajalstva. Izdala je kar 90 publikacij in predavala kot gostujoča predavateljica v več kot dvajsetih državah. Skupaj z Hansom J. Vermeerom velja za utemeljiteljico teorije skoposa. S svojim doktoratom je pripomogla k poenotenju terminologije na področju prevajanja in prevdoslovja. Veliko se je ukvarjala z analizo besedila - zlasti za potrebe prevajalcev.
Na podlagi modela, ki ga je izdelal Karl Bühler, je besedila razdelila na tri različne besedilne tipe. Razdelila jih je glede na njihovo funkcijo. Te tri skupine so: informativna, ekspresivna ali operativna besedila. 
- Informativna besedila so tista, kjer je največji poudarek na vsebini. V njih najdemo predvsem dejstva, informacije in strokovna mnenja.
- Pri ekspresivnih besedilih je najpomembnejša estetika in kreativni vidik besedila.
- Operativna besedila pa so tista, ki nastanejo z namenom, da pri bralcu vzbudijo določen odziv, da ga prepričajo itd.

## Dela
- Zur Übersetzung von Kinder-und Jugendbüchern. Theorie und Praxis.
- Texttyp und Übersetzungsmethode. Der operative Text. (Heidelberg, 1983)
- v sodelovanju s Hansom J. Vermeerom: Grundlegung einer allgemeinen Translationstheorie (Tübingen, 1984)
- Der Text und der Übersetzer. (1988)
- Spanische Sprachlehre : Methode Gaspey-Otto-Sauer. (Heidelberg, 1990)